# Oceanic (paquebot de 1871)
Pour les articles homonymes, voir Oceanic.
L'Oceanic est un paquebot transatlantique britannique à voile et à vapeur mis en service en 1871 pour la White Star Line. C'est le premier navire construit pour la compagnie sous la direction de Thomas Henry Ismay, après le rachat de l'entreprise en faillite, à la fin des années 1860. Il marque également le début d'un partenariat de plus de soixante ans entre la compagnie maritime et les chantiers navals Harland & Wolff de Belfast, qui lui construisent cinq jumeaux.
Se démarquant de ses rivaux par un certain nombre d'innovations, l'Oceanic doit cependant difficilement se faire une place dans un marché où la concurrence est forte, mais contribue à imposer en quelques années la White Star sur l'Atlantique Nord. Dès 1875, dépassé par le Britannic et le Germanic, il n'est plus utile à la compagnie qui le conserve cependant en le faisant affréter par l'Occidental and Oriental Steamship Company sur le Pacifique.
Sa carrière sur cette ligne est ponctuée de records de vitesse, ainsi que par une collision en 1888, qui cause le naufrage du City of Chester et la mort de 16 personnes. L'Oceanic est finalement démoli en 1896. Par la suite, la White Star Line possède un autre navire du même nom mis en service en 1899. « Oceanic » est donc le nom du premier et du dernier navire de la compagnie du temps de Thomas Ismay.

## Histoire

### Conception et construction

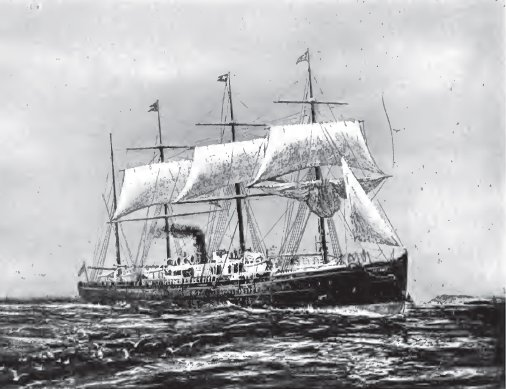
L'Oceanic est conçu pour naviguer à la fois à la voile et à la vapeur.

Fin 1867, Thomas Henry Ismay rachète pour 1 000 £ la White Star Line, alors en faillite, et en fait une nouvelle compagnie maritime, l'Oceanic Steam Navigation Company, qui reste connue sous son nom d'origine. Il est aidé financièrement dans son entreprise par l'homme d'affaires Gustav Schwabe, à la condition expresse que les navires de la nouvelle entreprise soient construits par les chantiers Harland & Wolff, Schwabe étant l'oncle de l'un des fondateurs. Ismay et ses partenaires négocient ensuite la construction d'une flotte de six navires à vapeur destinés à la ligne de l'Atlantique Nord, et aboutissent à un accord avec les chantiers qui inaugure un partenariat de plus de soixante ans. Les liens entre les deux entreprises sont tels qu'aucun contrat écrit n'est signé, pratique valable pour presque tous les navires construits pour la White Star Line jusque dans les années 1930.
L'Oceanic est mis en construction dans les chantiers Harland & Wolff de Belfast sous le numéro de coque 73, et permet aux constructeurs, qui ont carte blanche, de procéder à de nombreuses innovations, notamment en ce qui concerne la forme du navire, plus effilée que ce qui se fait à l'époque, mais aussi sa propulsion, ainsi que les aménagements destinés aux passagers de première classe, qui se trouvent au centre du navire, et non plus à la poupe comme le veut alors la pratique. Ils sont ainsi moins soumis aux vibrations.
Le paquebot est finalement lancé le 27 août 1870, après quoi six mois de travaux supplémentaires sont nécessaires pour le mettre en état de marche et le remettre à sa compagnie. Le 26 février 1871, le navire atteint Liverpool, son port d'attache, pour entamer sa traversée inaugurale. Le prix final du navire est de 120 000 £.

### Carrière pour la White Star Line

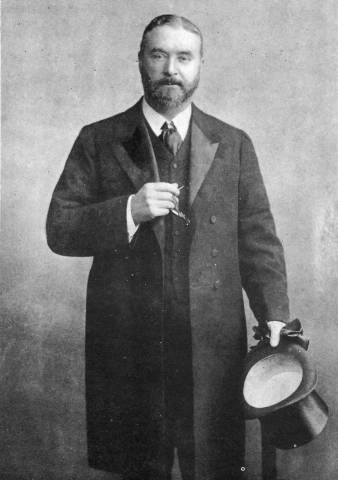
L'Oceanic est le premier paquebot mis en service par la White Star Line après son rachat par Thomas Henry Ismay.

L'Oceanic quitte Liverpool pour son voyage inaugural le 2 mars 1871 sous le commandement de Digby Murray. Comme tous les capitaines de la compagnie après lui, il reçoit avant le départ un mémorandum l'invitant à s'assurer avec le plus grand soin de la sécurité du navire en toutes circonstances. Ce voyage inaugural est loin du succès espéré : alors que le paquebot peut embarquer 1 166 passagers à son bord, il n'en reçoit que 64, tandis que le Calabria, paquebot vieillissant de la Cunard, part le même jour avec 296 personnes à son bord. La suite des événements n'est guère plus glorieuse : lorsque le navire atteint la mer d'Irlande, ses paliers surchauffent, forçant le navire à retourner à Holyhead, puis à Liverpool afin de recevoir des réparations. Le voyage est ainsi reporté au 16 mars, puis le paquebot arrive à New York le 28, après une traversée ralentie par rapport à la normale.
Malgré cette première traversée chaotique, l'accueil américain se révèle très enthousiaste, et même comparable à celui connu des années plus tôt par le Great Eastern. Ainsi, plus de 50 000 personnes se bousculent pour visiter le paquebot et apprécier sa taille et ses installations luxueuses, qui sont ensuite décrites dans les journaux. Par ailleurs, les déconvenues connues avec l'Oceanic permettent aux chantiers Harland & Wolff de perfectionner les cinq autres paquebots à venir. Les déplacements de foule ne signifient cependant pas que les passagers affluent sur le paquebot : ainsi, avec 413 passagers lors de sa traversée du 22 mai 1871, l'Oceanic affiche un progrès, mais reste toujours en net retard sur ses concurrents direct. Il en va de même lorsqu'il embarque 203 passagers seulement le 2 juillet. Il faut attendre l'arrivée en service de ses sister-ships, et en particulier les records de vitesse de l'Adriatic puis du Baltic, en 1872 et 1873, pour que la White Star Line connaisse le succès.
L'arrivée de ses premiers jumeaux permet également à l'Oceanic d'être temporairement retiré du service en janvier 1872 afin de subir plusieurs modifications. Il reçoit ainsi de nouvelles chaudières pour accroître sa puissance, voit ses mâts raccourcis afin d'améliorer sa stabilité, et reçoit un gaillard d'avant en forme de carapace de tortue afin de faciliter l'évacuation de l'eau par gros temps. Il revient ensuite sur la ligne transatlantique et continue ses traversées jusqu'à sa dernière, le 11 mars 1875, après 33 rotations. L'arrivée de deux paquebots plus sophistiqués, le Britannic et le Germanic, le rend en effet inutile après seulement quatre ans de service.

### Fin de carrière sur le Pacifique avec l'Occidental & Oriental Steamship Company

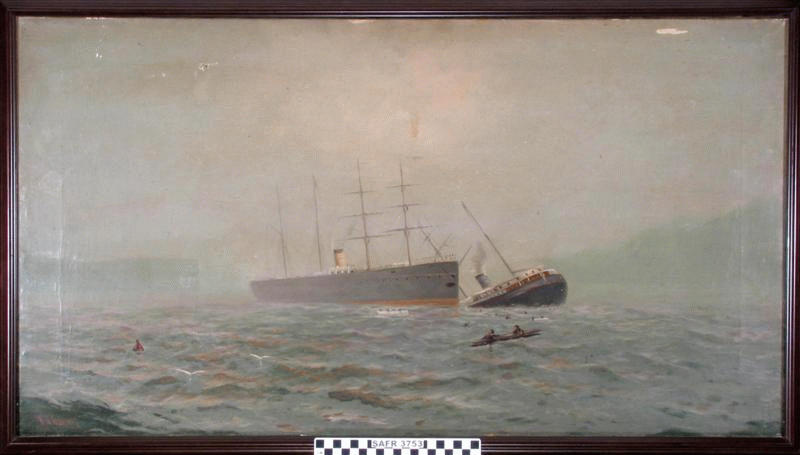
En aout 1888, l'Oceanic heurte et coule le City of Chester dans la baie de San Francisco, faisant 16 victimes.

Alors que l'Oceanic devient inutile, la White Star Line dispose de deux autres navires sans utilité dans l'immédiat, le Gaelic et le Belgic. C'est à la même époque qu'est fondée l'Occidental and Oriental Steamship Company (O.&O.), destinée à desservir le Pacifique. Son président, George Bradbury, parvient en 1874 à négocier avec Thomas Henry Ismay afin de faire affréter les trois navires pendant deux ans sur la nouvelle ligne. Le 17 mai 1875, Ismay et son épouse embarquent sur l'Oceanic, qui quitte la Mersey, rejoint ensuite Hong Kong via le canal de Suez, puis réussit une traversée record entre Yokohama et San Francisco en 16 jours et 10 heures.
Les trois navires poursuivent ce service durant plusieurs années, l'Oceanic devenant le navire le plus populaire de la ligne. Si les passagers de première classe ne sont pas nombreux, le navire transporte en revanche de grandes quantités d'immigrants asiatiques partis pour les États-Unis, ainsi que de grosses quantités de fret. Durant toute cette période, l'Oceanic continue à arborer, tant sur sa coque que ses cheminées, les couleurs de la White Star Line, mais il porte le pavillon de l'O.&O. Ses équipages sont chinois, mais les officiers, britanniques, sont fournis par la White Star. En décembre 1876, le paquebot établit un nouveau record entre Yokohama et San Francisco, en 14 jours, 15 heures, à une vitesse moyenne de 13 nœuds.
Le paquebot retourne brièvement à Liverpool fin 1879 pour une refonte afin de le moderniser, puis est de retour sur la ligne du Pacifique le 16 mars 1880. Sa carrière se poursuit sans incident jusqu'au 22 août 1888, lorsqu'il heurte le City of Chester au large du Golden Gate Bridge. Ce dernier navire, presque coupé en deux, sombre en cinq minutes, emportant avec lui 16 personnes tandis que l'Oceanic s'en tire sans dommages. Le grand nombre de Chinois à bord de l'Oceanic entraîne de vives réactions xénophobes, la population locale leur reprochant de ne pas avoir sauvé les passagers. Ces accusations s'éteignent cependant rapidement lorsque des témoignages d'héroïsme sont rapportés par la presse.
Toujours affrété sur la ligne du Pacifique, l'Oceanic remporte un nouveau record de vitesse (13 jours, 14 heures, 5 minutes) en novembre 1889, et poursuit son service pour encore cinq années. Il est alors décidé de faire revenir le paquebot aux chantiers Harland & Wolff afin de changer ses machines, pour lui permettre de se maintenir face à des concurrents plus modernes, et de continuer à remporter les records de vitesse qui font sa réputation. Lorsqu'il arrive à Belfast le 17 mai 1895, il est cependant considéré qu'une refonte aussi majeure ne serait pas rentable. Le paquebot est alors vendu à des ferrailleurs pour 8 000 £, et quitte Belfast le 10 février 1896, remorqué par l'Ocean II, pour être démantelé sur les bords de la Tamise.

## Caractéristiques

### Éléments techniques du navire

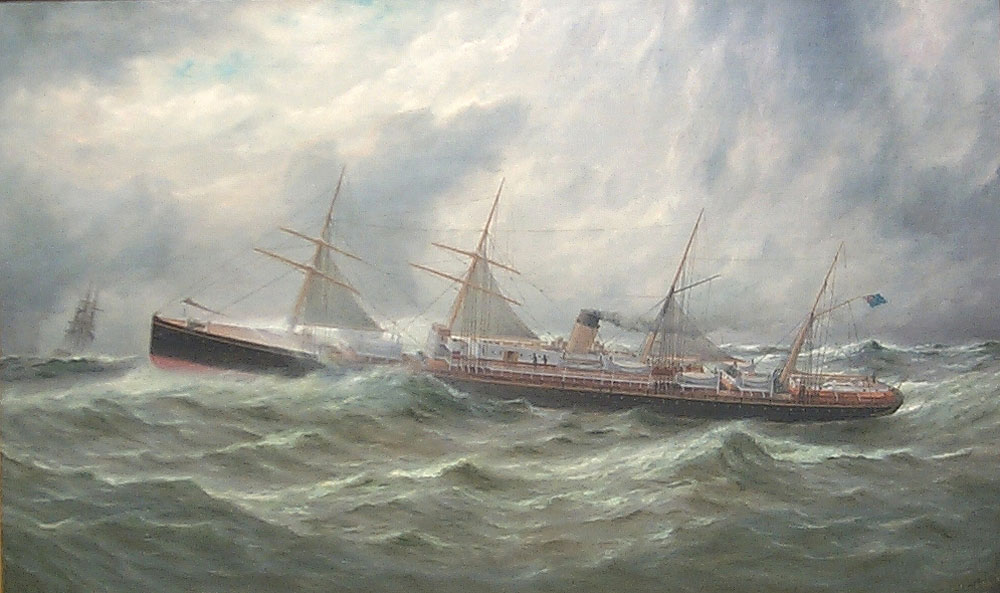
L'Oceanic est le premier d'une série de six navires similaires comprenant notamment l'Adriatic.

L'Oceanic, en tant que navire pionnier de sa classe, arbore un grand nombre d'innovations qui lui attirent l'attention de la presse. Sa conception marque un changement radical du point de vue de sa coque, bien plus effilée que ce qui se fait habituellement : ainsi, le rapport entre la longueur et la largeur est de 10 pour 1, contrairement à l'habituel 8 pour 1. Son apparence en est ainsi améliorée, et marque une nouveauté sur l'Atlantique Nord. Le navire affiche des dimensions de 128 mètres par 12,4. Équipé de quatre mâts et d'une hélice, le navire a l'appellation officielle de « quatre-mâts barque à coque de fer (une hélice) ».
Les chantiers Harland & Wolff n'ayant pas, alors, les ateliers requis pour la construction de machines, celles-ci ont été commandées aux ateliers Maudslay, Sons & Field. Il s'agit de machines alternatives compound à deux cylindres. Les machines sont disposées de façon que, en cas de cassure d'une d'entre elles, le paquebot puisse continuer à naviguer avec l'autre. Les soutes à charbon affichent une capacité de 1 000 tonnes, le paquebot en consommant 58 par jour, ce qui est une nette économie par rapport aux 110 tonnes consommées par un navire équivalent de la Cunard. Si les machines compound ne sont pas, en soi, un concept innovant, puisque déjà utilisées depuis plus de dix ans à la mise en service de l'Oceanic, celles du paquebot de la White Star permettent en revanche de réaliser des économies inédites.
Le paquebot est également équipé de voiles, destinées à servir en cas d'avaries de machines, mais aussi pour apporter une puissance supplémentaire, qui se révèle parfois importante, comme c'est le cas lors de certaines traversées du Pacifique. Le paquebot est ainsi conçu pour atteindre une vitesse de 14,5 nœuds. Il se révèle cependant décevant du point de vue de la vitesse lors de ses débuts sur l'Atlantique Nord, y compris après sa refonte, sans que la compagnie ne s'en plaigne publiquement : sa ligne directrice, qui se retrouve dans les instructions données aux capitaines, est en effet de ne jamais faire passer la vitesse devant la sécurité. Le paquebot possède une coque en fer, divisée en onze compartiments étanches. Elle est peinte en noir, avec dans sa partie inférieure une couche de peinture antirouille rouge. Son unique cheminée comporte les couleurs de la White Star Line : ocre brun surmonté d'une manchette noire.

### Installations destinées aux passagers

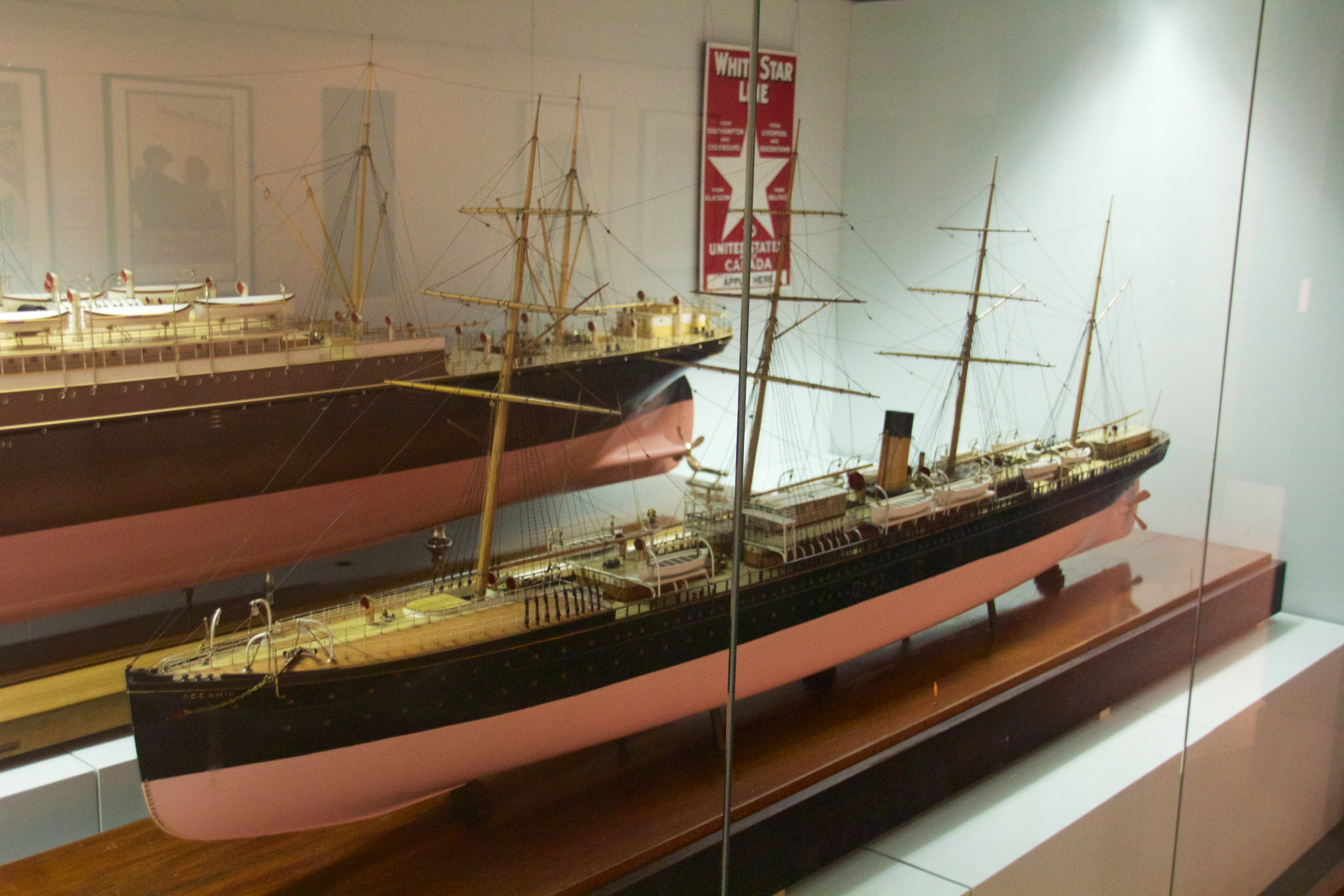
Cette maquette de constructeur de l'Oceanic le représente tel qu'il était après 1872.

L'Oceanic peut transporter 166 passagers de première classe et 1 000 de troisième, pour un équipage de 166 hommes. Ses formes et ses aménagements luxueux lui attirent le surnom de « yacht impérial », ou encore de « père des paquebots modernes ». Thomas Henry Ismay en parle pour sa part en déclarant que « jamais on n'a vu plus de beauté ou une plus grande force et stabilité émerger du fer depuis que le métal est utilisé dans la construction navale ».
Pour la première fois, les installations de première classe sont positionnées au centre du navire, dans la partie la plus stable, et non à la poupe comme cela se faisait jusque-là. Le navire se dote également d'une superstructure et d'un pont promenade. En première classe, les cabines, plus grandes que la moyenne, bénéficient également de hublots plus vastes, afin de les rendre plus lumineuses. Les passagers de première classe peuvent également bénéficier d'améliorations inédites, telles que des sonnettes électriques, des baignoires, mais aussi une salle à manger où les bancs sont remplacés par des sièges individuels. Le navire est également équipé d'un fumoir, et des robinets remplacent les cruches dans les cabines. À l'avant et à l'arrière des installations de première classe, séparés par d'imposantes portes en fer, se trouvent les quartiers des passagers d'entrepont. Ceux-ci sont répartis entre, d'une part à l'avant, les hommes célibataires, et d'autre part à l'arrière, les femmes et familles. Les tarifs donnés à la mise en service du navire sont de 18 guinées pour le voyage en première classe (le retour coûtant 25 guinées), et de 6 guinées dans l'entrepont. La compagnie s'y engage à fournir une couchette, de la nourriture et à faire la cuisine pour chaque passager de première classe, tout en précisant que les passagers ne respectant pas certaines conditions risquant de les faire refuser à l'entrée des États-Unis seront refusés.